# (73748) 1993 TF26
(73748) 1993 TF26 – planetoida z pasa głównego asteroid okrążająca Słońce w ciągu 4,7 lat w średniej odległości 2,8 j.a. Odkryta 9 października 1993 roku.